# NGC 804
NGC 804 (również IC 1773, PGC 7873 lub UGC 1557) – galaktyka soczewkowata (S0), znajdująca się w gwiazdozbiorze Trójkąta. Odkrył ją Lewis A. Swift 7 września 1885 roku.